# 何塞普·比科
何塞普·比科（西班牙語：Josep Picó，1964年4月12日—），生于萨瓦德尔，西班牙男子水球运动员。他曾代表西班牙国家队参加1992年夏季奥林匹克运动会水球比赛，获得一枚银牌。